# Leonardo Medel
Leonardo Medel Lizama (Punta Arenas, 5 de julio de 1983) es un director y guionista chileno.

## Biografía
Originario de Punta Arenas, se instaló en Santiago para estudiar Cine en la Escuela de Cine de Chile donde, junto al colectivo SURE, dirigió varios videoclips y cortometrajes, destacando Santa Lucía.Zip, que en el año 2004 ganó el primer lugar en la "Competencia Estudiantes de Cine y Audiovisual" del XI Festival Internacional de Cine de Valdivia, y Bubble Wand o Aquel juguete para hacer burbujas que en nuestra lengua resulta imposible nombrar, que el 2006 participa en la misma competencia para la versión XIII del certamen. En este periodo también realizó videoclips para Rosario Mena, Muza, Lluvia Ácida y Gepe.
En 2006 realiza su primer largometraje, Papá o 36.000 juicios de un mismo suceso, protagonizada por el actor Willy Semler y las actrices Macarena Losada y Mariela Mignot. La película, hecha para DVD, consiste la recombinación aleatoria de más de 2.000.000 escenas para dar distintas lecturas a la misma historia. En octubre del año siguiente se estrena en el XIX Festival Internacional de Cine de Viña del Mar y, posteriormente en salas durante noviembre del 2008 junto a su distribución en DVD.
El 2007, habiendo egresado de la Escuela de Cine, ganó en la categoría de Arte y Cultura el Premio Nacional de Juventud entregado por el Injuv que le permitió viajar a Corea. Desde el año 2011 imparte clases en el Taller de Realización Inicial de la carrera de Cine y Televisión en el Instituto de la Comunicación e Imagen de la Universidad de Chile.
Posteriormente, funda la productora audiovisual Merced en conjunto con Juan Pablo Fernández y Daniel Ferreira. Su largometraje COACH, parte de una trilogía conformada también por sus dos largometrajes anteriores, LAIS y MILF, es protagonizado por la cantante peruana Wendy Sulca y cuenta en su elenco con las actrices chilenas Rocío Usón y Camila Gaete, la actriz y bailarina colombiana Libertad Patiño y la modelo uruguaya Ana Paula Rondán, entre otros. La película sigue el entrenamiento de cinco días por el que debe pasar la joven jefa de cocina de un restaurante peruano, Marianne Aguayo (Wendy Sulca), para convertirse en la reemplazante de Marianne Ayala (Fabiola Matte) durante su periodo de descanso post-natal de 12 años en donde no podrá seguir ejerciendo como CEO de la empresa de coaching ontológico Groovefield International. La banda sonora incluye temas de los artistas chilenos Carlos Cabezas, Sergio Lagos, Gepe y, composiciones del joven músico chileno Francisco Plencovich.
El año 2016 realiza el primer largometraje chileno en realidad virtual, Constitución que, cuenta la historia de Claudio Aravena, un fotógrafo de moda que, tras sufrir un accidente, pierde la memoria y queda paralítico. La película fue estrenada en junio de ese mismo año en la sala ArteCon de Constitución y posteriormente durante noviembre en el Cinemark Alto las Condes en Santiago. Harem es el segundo largometraje en realidad virtual que dirige Medel, grabado en julio del año 2017 y que cuenta con la actuación de Mariana Di Girolamo, Wendy Sulca, Daniela Chaigneau, Tutu Vidaurre, Daniela Geisse, Fernanda Ramírez, Eliana Albasetti, Ricardo Weibel y la participación especial de Patricia Rivadeneira. La película cuenta la historia de un hombre (que es el que experimenta el espectador) que despierta en medio de su velorio, rodeado de sus siete esposas que le cuentan que una de ellas intentó matarlo. En febrero de 2018 graba Hotel Zentai, donde cuatro historias se cruzan en el espacio de un club zentai, donde sus participantes visten trajes de lycra y se frotan entre sí. Protagonizada por Mariana Di Girolamo, Antonia Zegers, Alejandro Goic, Fernanda Ramírez, Eliana Albasetti, Daniela Geisse y Ricardo Weibel, lanzó su primer tráiler el 9 de mayo, en el marco de Trends Presents en NEXT, del Marché Du Film de Cannes. La película se estrenó el 6 de octubre del mismo año en el Festival de Cine de Raindance.
En septiembre de 2019 estrena el videoclip de la canción "Voz de la calle" del grupo chileno Electrodomésticos. Fue el primer video musical de la banda desde 2013.  En octubre del mismo año, mientras en Chile ocurría el estallido social, Medel termina de grabar La Verónica (2020). La película se estrenó en septiembre de 2020 en el Festival Internacional de Cine de San Sebastián y fue parte de la selección oficial de múltiples festivales internacionales de premiación tales como el Festival Internacional de Cine de Toronto, el Festival Internacional del Nuevo Cine Latinoamericano de La Habana, entre otros. El elenco está conformado por Mariana Di Girolamo, Ariel Mateluna, Patricia Rivadeneira, Josefina Montané, Willy Semler, Coco Páez y Tutú Vidaurre. Cuenta la historia de Verónica Lara (Mariana Di Girolamo), una modelo muy popular en redes sociales casada con el futbolista mundialmente reconocido Javier Matamala (Ariel Mateluna). Su vida feliz cambia cuando descubre que es la principal sospechosa en la investigación del asesinato de su propia hija ocurrido hace 10 años. El largometraje ganó los premios Signis y FIPRESCI en el Festival de La Habana, el premio "Rebeldes con una causa" en el Tallin Black Nights Festival y el premio a "Mejor película" en el North Bend Film Festival.
En noviembre de 2021, dirige el videoclip de la canción "Mango negro" de la cantante chilena Fran Straube, también conocida como Rubio. Medel explicó que el video trata sobre la idea de la belleza de la censura. En junio de 2023, dirige el video musical del tema "La caída" del artista Concon. El metraje obtuvo el premio a mejor video experimental en la segunda edición del Festival de Videoclips SAM.

## Filmografía
- 2004 - Santa Lucía.Zip (cortometraje, 5 min)
- 2006 - Bubble Wand (cortometraje, 29 min)
- 2008 - Papá o 36 mil juicios de un mismo suceso
- 2009 - The Bubble-Wand Remixes
- 2013 - LAIS
- 2014 - MILF
- 2016 - COACH
- 2016 - Constitución
- 2020 - La Verónica